# Reparata
Santa Reparata o Reparada (entre 234 y 238-250 o 251) es una mártir cristiana que murió ejecutada en tiempos del emperador Decio.

## Hagiografía
Santa Reparata nació presumiblemente entre los años 234 y 238 en la Arquidiócesis de Cesarea de Palestina, en el antiguo Reino de Jerusalén. A los doce o quince años de edad (en 250 o 251), Reparata fue acusada de ser cristiana y obligada a comparecer ante el prefecto de su ciudad (otras versiones sostienen que compareció ante el propio emperador Decio). El prefecto, inicialmente reacio a torturar a una niña por temor a la mala publicidad que aquello pudiese reportarle, trató de convencerla de renegar de Cristo y, en su lugar, ofrecer sacrificios a los dioses paganos, a lo que la santa, pese a su corta edad y a las amenazas de sufrir tormento, se negó con vehemencia. Reparata fue entonces sometida a diversas torturas, entre las que se incluyeron ser azotada, quemada (se dice que una lluvia la salvó), martirizada con pinzas de hierro y obligada a beber brea hirviendo. Finalmente, la joven fue arrojada a un horno repleto de carbones encendidos. 
El prefecto trató de convencer a Reparata de abjurar del cristianismo, pero la joven se negó una vez más y empezó a cantar en el interior del horno sin mostrar el más leve síntoma de dolor. El prefecto, quien debía elegir entre ganar mala reputación ejecutando a una niña o desobedecer al César y perder su puesto, tomó la decisión de mandar decapitar a Reparata, quien cuando fue sacada del horno no presentó lesión alguna. La santa siguió cantando mientras era conducida al lugar de ejecución y hasta el momento en que el verdugo le cortó la cabeza, afirmándose que los testigos vieron cómo el alma de Reparata abandonaba su cuerpo en forma de paloma. Escritos posteriores sostienen que su cadáver fue depositado en una barca y conducido gracias al aliento de los ángeles hasta una bahía conocida como Baie des Anges (Bahía de los Ángeles), en Niza. Este hecho milagroso está asociado también a otros santos, como Santa Restituta, Santa Devota y San Torpes.

## Veneración
El documento más antiguo conservado sobre la santa data de mediados del siglo IX y se halla custodiado en la Abadía de Lorsch: en dicho documento se establece como fecha para su veneración el 8 de octubre. Pese a que el registro de su martirio se produjo varios siglos después de los hechos, la popularidad de Santa Reparata aumentó considerablemente en occidente durante la Edad Media. La santa goza de gran devoción en Italia, especialmente en Florencia, Nápoles, Atri y Chieti, donde en su momento se afirmó que allí reposaban los restos de la mártir.
Parte de los datos conocidos acerca de Santa Reparata fueron aportados por el historiador César Baronio, quien la introdujo en el martirologio romano y le asignó como festividad el 8 de octubre:

En Cesarea de Palestina, martirio de santa Reparata virgen y mártir; por negarse a sacrificar a los ídolos, bajo el emperador Decio, fue sometida a diversas especies de torturas y fue finalmente condenada a muerte [...] Se vio su alma salir de su cuerpo y volar al cielo bajo forma de una paloma.

Eusebio de Cesarea, quien vivió entre los siglos III y IV, no menciona la existencia de Santa Reparata, aunque sí la de Santa Pelagia, cuya fiesta se celebra también el 8 de octubre, lo que ha llevado a considerar la posibilidad de que Santa Reparata nunca existiese, apoyado esto último por la similitud de varias partes de su relato con las de otros santos, como el traslado de sus restos en barca o, más concretamente, su corta edad (coincidente con la de Santa Filomena) y el hecho de que su alma abandonase su cuerpo en forma de paloma, dato idéntico al de otros relatos, como el de Santa Eulalia, Santa Regina o Santa Escolástica. De hecho, en su estudio sobre Santa Pelagia, el filólogo Hermann Usener concluyó que esta santa, Santa Marina y Santa Margarita eran la misma persona, argumentando que la multiplicidad de todas ellas se debió al afán de combatir el culto a diosas paganas, como Venus y Afrodita.

## Reliquias
Existen varias ciudades que afirman poseer las reliquias de la santa. Entre estas destacan Florencia, donde los restos de la mártir se hallarían sepultados en la cripta de la Catedral de Santa María del Fiore, antigua basílica dedicada a Santa Reparata, quien además fue patrona única de la diócesis hasta aproximadamente 1298; y Niza, lugar donde existe una catedral dedicada a ella bajo cuyo altar mayor se custodia una urna la cual contiene presuntamente sus reliquias, aunque lo más probable en todos los casos es que lo que se conserve sea un cuerpo extraído de las catacumbas al que en su momento se le asignó el nombre de Reparata. Por su parte, en Teano se afirma que sus restos llegaron en un carro tirado por bueyes, lo que ha provocado que esto último constituya uno de los atributos de la santa.